# Iksa (Tschaja)
Die Iksa (russisch И́кса) ist ein rechter Nebenfluss der Tschaja in den russischen Oblasten Tomsk und Nowosibirsk in Westsibirien.
Die Iksa entspringt in der Wassjuganje an der Grenze der beiden Oblaste Nowosibirsk und Tomsk. Sie fließt anfangs entlang der Grenze in östlicher Richtung. Später wendet sie sich nach Norden. Sie weist einen stark mäandrierenden Verlauf auf. Bei Podgornoje mündet sie schließlich rechtsseitig in den Ob-Nebenfluss Tschaja. Der Fluss wird von der Schneeschmelze gespeist. Zwischen Mai und August führt er Hochwasser. Der Unterlauf des Flusses ist flößbar. Die Iksa hat eine Länge von 430 km. Ihr Einzugsgebiet umfasst 6130 km². Der mittlere Abfluss am Pegel Wostotschnoje 40 km oberhalb der Mündung beträgt 21 m³/s.